# 영국의 조세 역사

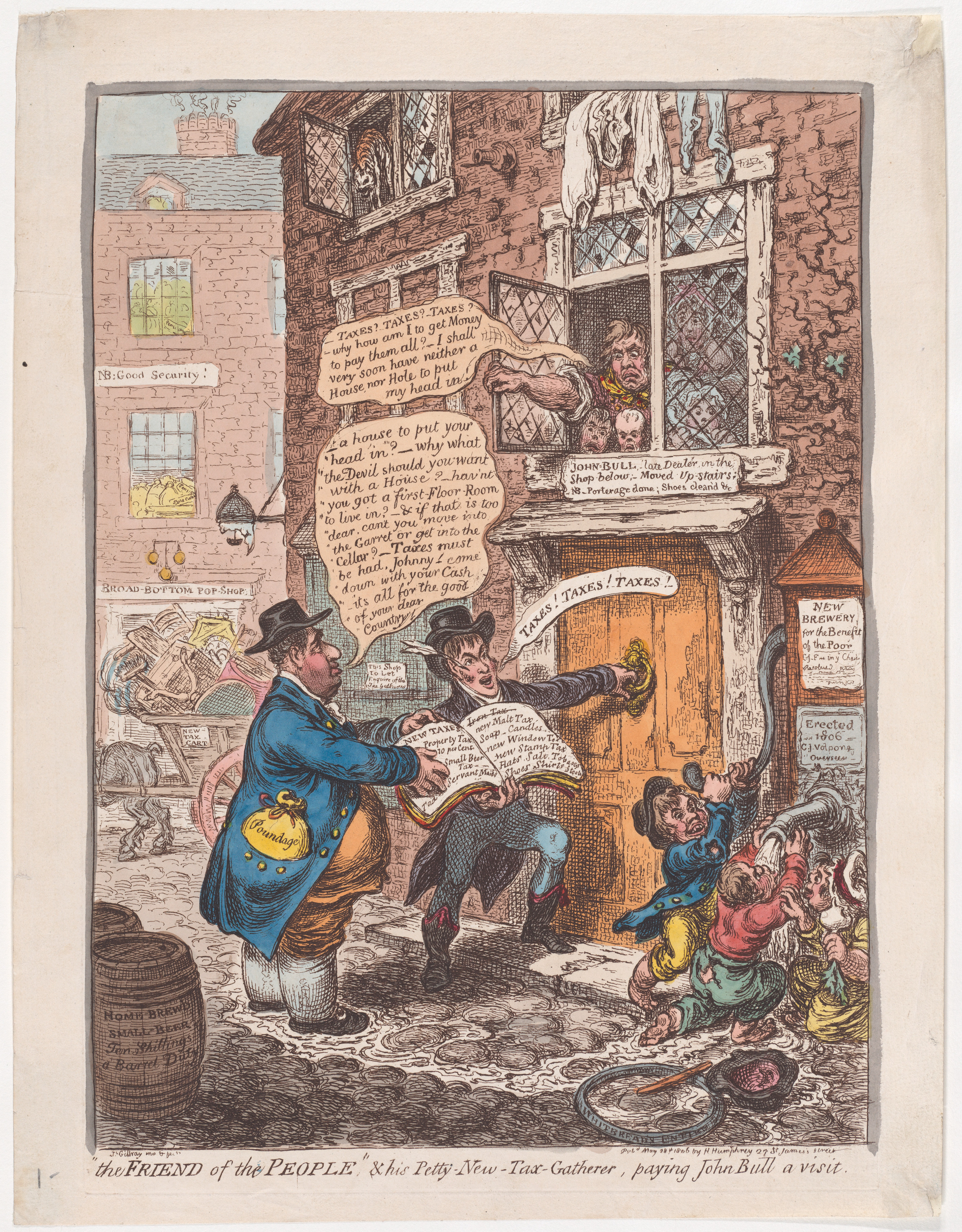
국민의 친구와 그의 보잘것없는 새로운 세금 징수관이 존 불을 방문하다 (1806), 제임스 길레이

영국의 조세 역사는 법에 따라 정부(군주와 하급 봉건 영주 포함)가 주로 세입을 올릴 목적으로 개인이나 재산에 부과하여 현금 또는 현물로 징수한 모든 세금의 역사를 포함한다.

## 배경
1707년 그레이트브리튼 왕국이 형성되고 1801년 영국이 형성되기 전, 영국을 구성하게 될 나라들에서는 세금이 부과되어 왔다. 예를 들어, 잉글랜드에서는 1203년에 존 왕이 양모에 대한 수출세를 도입했고, 1275년에는 에드워드 1세 왕이 와인에 대한 세금을 도입했다. 또한 잉글랜드에서는 1572년에 빈민을 돕기 위해 구빈법 세금이 제정되었고, 이후 1601년 1601년 구빈법에 의해 지방세에서 국세로 변경되었다. 1628년 6월, 잉글랜드 의회는 권리청원을 통과시켰는데, 이 법안에는 의회의 동의 없이는 세금을 사용할 수 없다는 내용이 포함되어 있었다. 이는 왕권이 자의적인 세금을 만들어 협의 없이 백성에게 부과하는 것을 막았다.
찰스 2세의 요청으로 의회가 도입한 주요 세금 중 하나는 1666년 런던 대화재 이후 시티오브런던 재건축 비용을 충당하기 위해 런던으로 들어오는 석탄에 부과하는 세금이었다. 1666년 런던 재건축법의 한 조항은 한 코울드론당 1실링의 요금을 명시했으며, 이 요금은 1670년 런던 재건축법에서 3실링으로 인상되었다(세인트 폴 대성당 재건축을 돕기 위함). 이 세금은 결국 1889년에 폐지되었다.
1692년, 잉글랜드 의회는 자국의 토지세를 도입했다. 이 세금은 임대 가치에 부과되었으며, 농촌과 도시 토지에 모두 적용되었다. 1692년 평가를 재평가하는 규정은 없었으므로, 이 평가는 18세기까지 계속 유효했다.

## 1707년부터

### 창문세
1707년 5월 1일 그레이트브리튼 왕국이 탄생했을 때, 잉글랜드 웨일스 전역에 걸쳐 1695년 조세법 (제3호)(7 & 8 Will. 3. c. 18)에 따라 도입되었던 창문세는 계속 유지되었다. 이 법안은 깎은 주화의 부족분을 메우기 위해 국왕에게 주택에 대한 여러 세율 또는 관세를 부여하는 법안이었다. 이 세금은 납세자의 번영에 비례하여 세금을 부과하도록 설계되었으나, 당시 소득세에 대한 논란 없이 시행되었다. 그 당시 많은 사람들은 소득 노출이 사적인 문제에 대한 정부의 용납할 수 없는 침범이자 개인의 자유에 대한 잠재적 위협이라고 믿었기 때문에 소득세를 원칙적으로 반대했다. 실제로 영구적인 영국 소득세는 1842년이 되어서야 도입되었으며, 이 문제는 20세기까지도 격렬한 논란을 불러일으켰다.
창문세가 도입될 당시, 이 세금은 두 부분으로 구성되었다. 한 집당 2실링의 정액 주택세(1696년 £0.1에 해당, 2020년 £2,020년 기준 £14.19에 해당에 해당)와 창문 10개 초과 개수에 대한 변동세였다. 창문이 10개에서 20개 사이인 주택은 총 4실링(1696년 £0.2에 해당, 2020년 £28.37에 해당)을, 창문이 20개를 초과하는 주택은 8실링(1696년 £0.4에 해당, 2020년 £56.75에 해당)을 지불했다.

### 소득세
틀:Infobox UK legislation
틀:Infobox UK legislation
틀:Infobox UK legislation

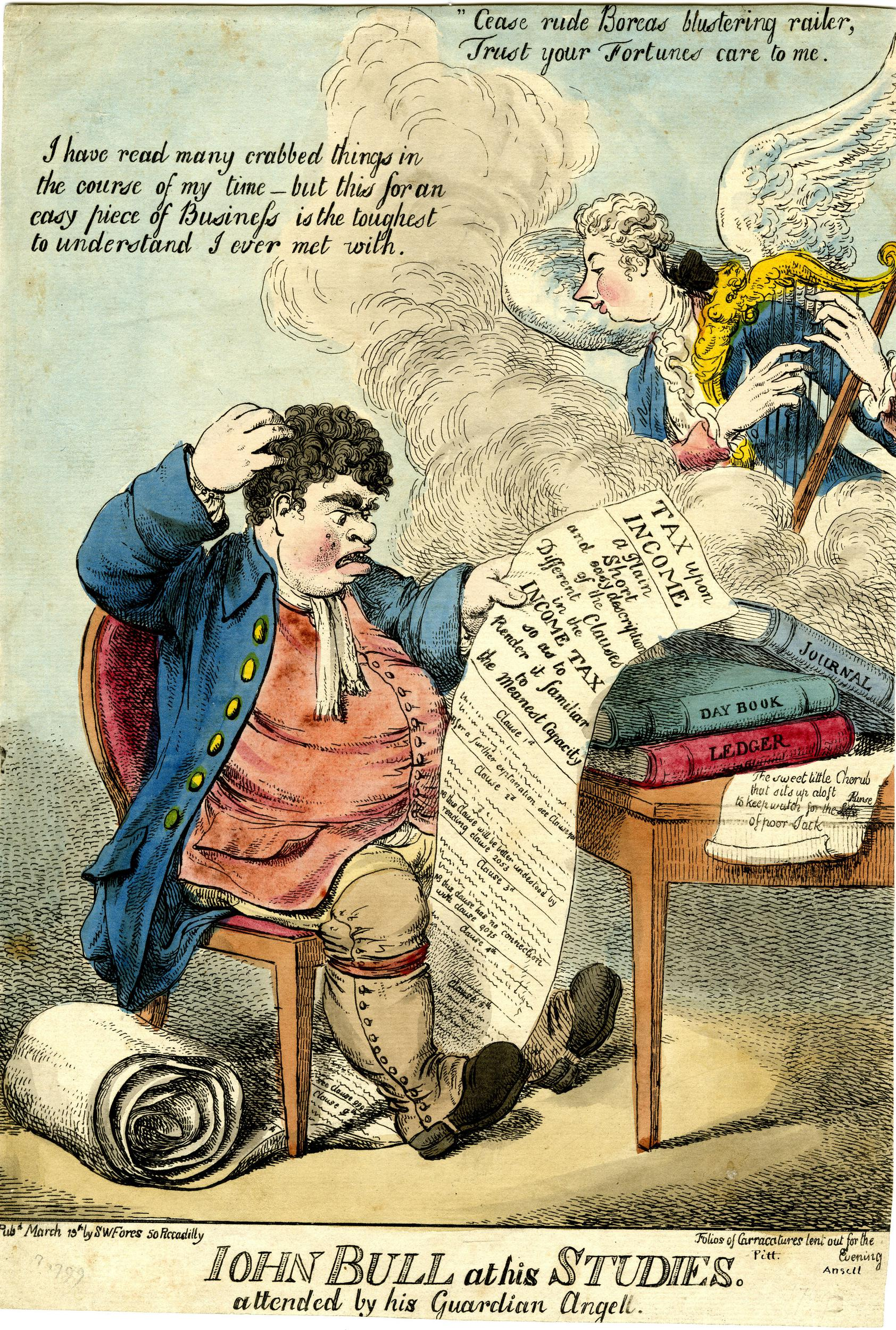
공부하는 존 불 (제임스 길레이, 1799) (존 불이 새로운 소득세 규정을 연구한다)

소득세는 영국에서 소(小)윌리엄 피트에 의해 1798년 12월 예산안에서 나폴레옹 전쟁 준비를 위한 무기와 장비 비용을 충당하기 위해 처음으로 시행되었다. 피트의 새로운 누진세 방식의 소득세는 연소득 60파운드(1798년 £60에 해당, 2020년 £6,457에 해당) 이상에 대해 1파운드당 2펜스(1/120)의 세금을 부과하며 시작하여, 200파운드 이상의 소득에 대해서는 최대 2실링(10%)까지 증가했다. 피트는 새로운 소득세로 1,000만 파운드를 모금할 수 있기를 기대했지만, 1799년 실제 세입은 600만 파운드를 약간 넘는 수준에 그쳤다.

## 19세기
피트의 소득세는 1799년부터 1802년까지 부과되었는데, 아미앵 조약 기간에 헨리 애딩턴에 의해 폐지되었다. 애딩턴은 피트가 가톨릭 해방령으로 사임한 후 1801년에 수상직을 인계받았다. 소득세는 적대 행위가 다시 시작되자 1803년 애딩턴에 의해 재도입되었지만, 워털루 전투 1년 후인 1816년에 다시 폐지되었다.
애딩턴의 "재산, 직업, 상업 및 공직에서 발생하는 이익에 대한 기여"에 관한 법률("소득세"라는 단어는 의도적으로 피했다)은 두 가지 중요한 변화를 도입했다. 첫째, 원천징수를 허용했다. 예를 들어, 잉글랜드 은행은 길트엣지 채권 보유자에게 지급되는 이자에서 세금으로 납부될 금액을 공제했다. 둘째, 다음과 같은 스케줄을 도입했다.
- 스케줄 A (영국 토지에서 발생하는 소득에 대한 세금)
- 스케줄 B (토지의 상업적 점유에 대한 세금)
- 스케줄 C (공공 증권에서 발생하는 소득에 대한 세금)
- 스케줄 D (거래 소득, 직업 및 직무에서 발생하는 소득, 이자, 해외 소득 및 우발적 소득에 대한 세금)
- 스케줄 E (고용 소득에 대한 세금)

이러한 스케줄에 포함되지 않는 소득은 과세되지 않았다. (나중에 여섯 번째 스케줄, 스케줄 F – 영국 배당 소득에 대한 세금 – 가 추가되었다.)
애딩턴 법에 따른 최고 세율은 5%로 피트 법에서 허용된 10%의 절반에 불과했지만, 다른 변화로 인해 세입이 50% 증가했다. 이는 주로 세금 납부 의무가 있는 사람의 수가 두 배로 늘어나고 범위가 다소 확대되었기 때문이다.
야당이었던 피트는 애딩턴의 혁신에 반대했지만, 1804년 다시 집권했을 때 거의 변경 없이 채택했다. 그가 한 가지 주요 변화는 1806년에 최고 세율을 원래 법안의 세율인 10%로 다시 올린 것이었다. 정부의 변화에도 불구하고 나폴레옹 전쟁 기간 동안 소득세는 거의 변하지 않았다.
니콜라스 반시타르트는 워털루 전투 당시인 1815년에 영국의 재무장관이었다. 그는 소득세를 유지하려 했지만, 여론이 이에 강력히 반대했고, 예상대로 야당은 폐지를 주장했다. 그리하여 1816년에 "우렁찬 박수갈채와 함께" 폐지되었다. 사실 이 세금은 너무나 인기 없어서 의회는 이와 관련된 모든 문서를 파기하라고 명령했다. 이는 실제보다 보여주기 위한 조치에 가까웠는데, 왕실 기록 보관인이 복사본을 만들어 보관했기 때문이다.

### 필 아래에서
1841년 총선에서는 로버트 필 경이 총리로 당선되며 보수당이 승리했다. 그는 선거 운동 기간 동안 인기 없는 소득세에 반대했지만, 텅 빈 국고와 늘어나는 적자로 인해 1842년 예산에서 뜻밖의 세금 부활이 이루어졌다. 필은 연소득 150파운드 이상인 사람들에게만 세금을 부과하려고 했으며, 과세 대상 1,200개 품목 중 750개 품목에 대한 관세를 인하했다. 덕분에 덜 부유한 사람들이 혜택을 보았고, 그 결과 무역이 활기를 되찾았다. 필의 소득세는 파운드당 7펜스(약 3%)였다. 이는 3년간 부과되었으며, 2년 연장 가능성이 있었다. 철도 자금 위기와 국가 지출 증가로 인해 세금은 유지되었다. 필에게 이 논쟁은 학술적인 것이었다. 1846년에 그는 곡물법을 폐지했는데, 이 법은 수입된 곡물(밀과 보리)에 관세를 부과하여 국내에서 생산된 곡물보다 비싸게 만들어 지주들을 지원하는 것이었다. 이로 인해 그는 당의 많은 지지를 잃었다. 휘그당은 같은 해에 일부 저명한 '필파'와 합류하여 다시 권력을 잡았다.

### 글래드스턴과 디즈레일리
19세기 후반은 두 정치인, 즉 벤저민 디즈레일리와 윌리엄 유어트 글래드스턴이 주도했다.
보수당원이었던 디즈레일리는 필의 곡물법 폐지(국내 농민을 지원하기 위해 수입 곡물 가격을 부풀렸던 법)에 반대했다. 그는 세 번 재무장관을 지냈고 두 번 총리를 지냈다.
원래 보수당원이었던 글래드스턴은 곡물법 폐지를 지지하며 야당(휘그당, 1868년부터는 자유당)으로 옮겨갔다. 그는 네 번 재무장관을 지냈고 네 번 총리를 지냈는데, 마지막 임기는 82세에 시작했다.
디즈레일리와 글래드스턴은 1874년 총선에서 둘 다 소득세 폐지를 약속했지만, 그 외에는 거의 모든 것에 동의하지 않았다. 디즈레일리가 승리했지만, 세금은 유지되었다.
글래드스턴은 1853년 예산을 소개하며 거의 5시간 동안 연설했다. 그는 7년에 걸쳐 소득세를 점진적으로 폐지할 계획(크림 전쟁으로 인해 중단됨), 아일랜드로 세금을 확대할 계획을 설명했으며, 공직 수행에 "전적으로, 독점적으로, 그리고 필연적으로" 발생하는 비용에 대한 세금 공제를 도입했다. 여기에는 업무 목적으로 말을 유지하고 관리하는 비용도 포함되었다. 1853년 예산 연설에는 세금의 역사와 사회에서의 위치에 대한 검토가 포함되어 있었으며, 이는 역대 가장 기억에 남는 연설 중 하나로 평가된다.
1858년 휘그당이 패배하자 디즈레일리는 재무장관으로 복귀하여 예산 연설에서 소득세를 "불공평하고, 불평등하며, 심문적"이라고 묘사하며 "궁극적으로 폐지될 것이라는 명확한 이해 하에 제한된 기간 동안 지속되어야 한다"고 말했다. 그러나 보수당의 집권은 짧았다. 1859년부터 1866년까지 휘그당은 팔머스턴 자작이 총리, 글래드스턴이 재무장관을 맡아 다시 집권했다.
글래드스턴은 1860년을 소득세 폐지 연도로 정했고, 그 해 예산은 간절히 기다려졌다. 건강 악화로 인해 연기되었고 그의 연설도 4시간으로 단축되었다. 그러나 그는 하원에 세금을 갱신할 수밖에 없다고 말해야 했다. 현실적으로 이 세금은 연간 1천만 파운드를 징수했으며, 정부 지출은 1853년 이후 1천4백만 파운드가 증가하여 7천만 파운드에 달했다(이 수치는 현대 가치로 환산하려면 50을 곱해야 한다).
글래드스턴은 여전히 소득세 폐지를 단호하게 결정했다. 그가 원하지 않는 세금 개혁을 고려할 특별위원회가 구성되자, 그는 지지자들로 위원회를 채워 개선이 이루어지지 않도록 했다. 1866년, 휘그당의 온건한 의회 개혁 시도는 의회의 지지를 얻지 못했고, 보수당은 의회 전체 의석 과반수를 얻지 못했음에도 불구하고 다시 집권했다. 글래드스턴이 실패한 곳에서 디즈레일리는 성공하여 1867년 개혁 법안이 통과되었다. 이 법안은 모든 가구주와 도시에서 10파운드 이상 임대료를 내는 사람들에게 투표권을 부여하여, 처음으로 많은 노동계급에게 선거권을 부여했다. 농촌 지역에 대한 비슷한 조항은 1884년 글래드스턴에 의해 도입되었다.
디즈레일리는 유권자 증가가 보수당의 과반수를 확보할 것이라고 장담했고, 1868년에 총리가 되었지만, 그 해 선거에서는 휘그당이 된 자유당이 글래드스턴 아래에서 승리했다. 소득세는 그의 첫 번째 정부 내내 유지되었고, 납세자나 국세청이 항소위원회의 결정이 법적으로 잘못되었다고 생각할 경우 고등법원에 항소할 권리를 포함하여 몇 가지 중요한 변경 사항이 있었다. 그러나 여전히 이를 폐지하려는 의지가 있었다. 1874년 선거 보도에서 더 타임즈는 '이제 누가 예산을 제출하든 소득세는 폐지될 것이 분명하다'고 말했다.
디즈레일리는 선거에서 이겼고, 노스코트는 그의 재무장관이었지만, 세금은 유지되었다. 당시 세금은 정부 수입 7700만 파운드 중 약 600만 파운드를 기여하고 있었고, 관세 및 소비세는 4700만 파운드를 기여했다. 세금을 폐지할 수도 있었지만, 적용되는 세율(1% 미만)과 인구 대부분이 면세였던 점을 고려하면 우선순위가 아니었다. 흉작과 북미 수입으로 인한 농업 쇠퇴를 포함한 무역 상황 악화로 인해 다시는 기회가 오지 않았다.

## 20세기

### 제1차 세계 대전
제1차 세계 대전 (1914–1918)은 국내외에서 대규모 차입, 새로운 세금, 그리고 인플레이션을 통해 재원이 조달되었다. 암묵적으로는 유지보수 및 수리 연기, 불필요한 프로젝트 취소를 통해 재원이 조달되었다. 정부는 간접세를 피했는데, 이러한 방식은 생활비를 상승시키고 노동 계층의 불만을 야기할 수 있기 때문이었다. "공정성"과 "과학성"에 대한 강한 강조가 있었다. 대중은 일반적으로 새로운 중세금에 대해 최소한의 불만만 표하며 지지했다. 재무부는 노동당 (영국)이 자본가들을 약화시키기 위해 사용하고 싶어 했던 강력한 자본세 부과 제안을 거부했다. 대신, 전전 정상 수준을 초과하는 이익에 대해 50%의 초과이익세가 부과되었고, 1917년에는 80%로 인상되었다. 자동차, 시계와 같은 사치품 수입에 소비세가 추가되었다. 판매세나 부가가치세는 없었다. 세입의 주요 증가는 소득세에서 비롯되었는데, 1915년에는 파운드당 3실링 6펜스(17.5%)로 인상되었고, 개인 면제는 축소되었다. 소득세율은 1916년에 5실링(25%)으로, 1918년에는 6실링(30%)으로 증가했다.
전체적으로 세금은 국가 지출의 최대 30%를 충당했으며, 나머지는 차입으로 충당했다. 그 결과 국가 부채는 6억 2,500만 파운드에서 78억 파운드로 치솟았다. 국채는 일반적으로 5%의 이자를 지급했다. 인플레이션이 심화되어 1919년에는 1914년에 구매할 수 있었던 바스켓의 3분의 1밖에 구매할 수 없었다. 임금은 뒤처졌고, 빈곤층과 은퇴자들은 특히 큰 타격을 입었다.

### 소비세 및 부가가치세
1940년 10월부터 1973년까지 영국에는 소비세라는 소비세가 있었는데, 이는 상품의 사치성에 따라 다른 세율로 부과되었다. 소비세는 도매 가격에 적용되었으며, 초기에는 33⅓%의 세율이었다. 이 세율은 1942년 4월에 66⅔%로 두 배가 되었고, 1943년 4월에는 100%로 further 증가했다가 1946년 4월에 다시 33⅓%로 되돌아갔다. 소비세는 제조 또는 유통 시점에 적용되었고, 판매 시점에는 적용되지 않았다.
1971년 3월 첫 예산에서 보수당 재무장관 앤서니 바버는 소비세(및 선택적 고용세)를 부가가치세 (VAT)로 대체할 것을 제안했다. 이는 영국의 유럽 경제 공동체 (EEC) 가입의 전제 조건 중 하나였다. 영국은 1973년 1월에 EEC에 가입했고, VAT는 1973년 4월에 표준 세율 10%로 발효되었다. VAT로 대체되기 전인 1973년 초 각 상품 분류별 소비세율은 13%, 22%, 36%, 55%였다.

### 소득세
틀:More citations

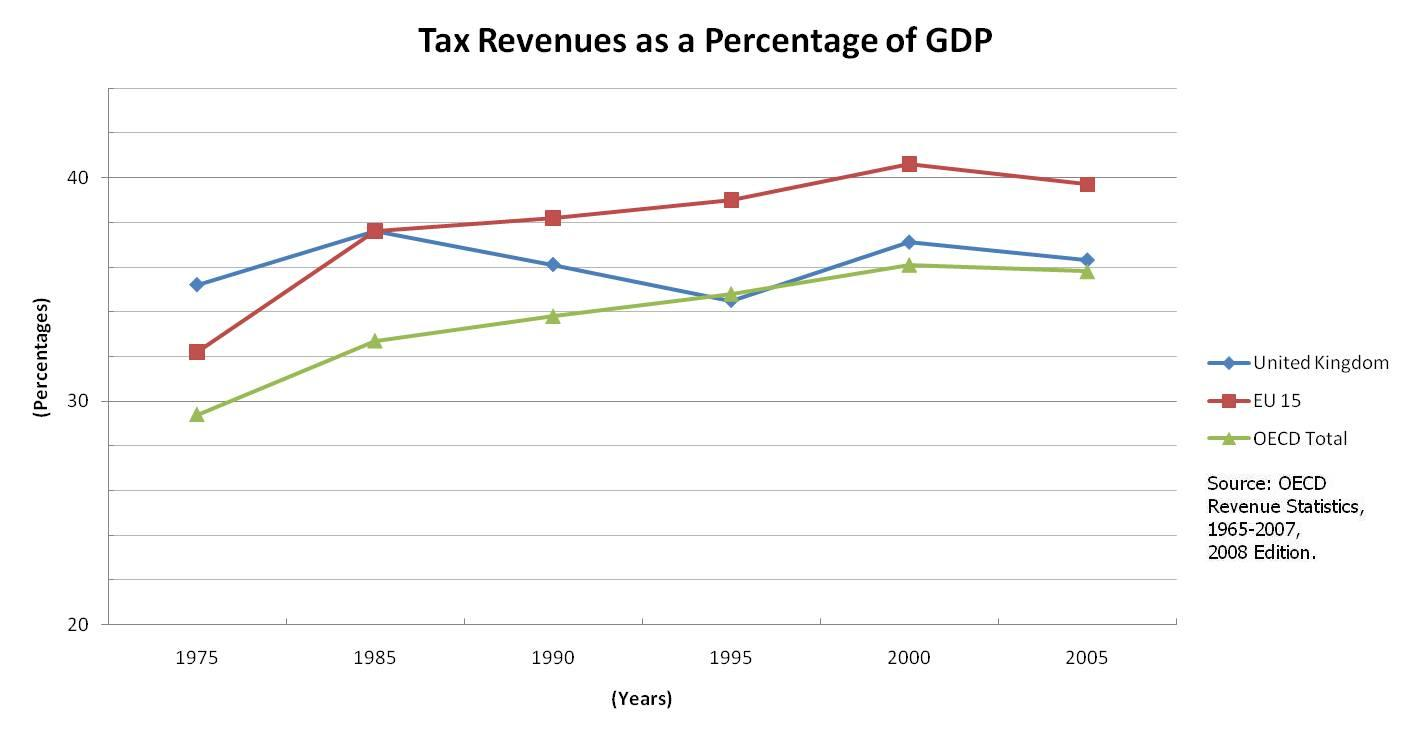
영국의 GDP 대비 세수 비율 (경제협력개발기구 및 EU 15와 비교)

영국의 소득세는 수년에 걸쳐 변화해 왔다. 원래는 개인이 법적 의무가 있어 다른 사람에게 전달해야 하고 이득을 얻지 못하는 소득이라 할지라도 개인의 소득에 과세했다. 현대 소득세는 개인이 실질적으로 수혜 권리가 있는 소득을 받을 때만 부과된다. 1965년 이래로 소득세는 자연인에게만 적용되며, 그 이후로 기업은 법인세의 대상이 되었다. 이러한 변화는 1970년 소득 및 법인세법에 의해 통합되었다. 또한, 세금이 부과되는 스케줄도 변경되었다. 스케줄 B는 1988년에 폐지되었고, 스케줄 C는 1996년에, 스케줄 E는 2003년에 폐지되었다. 소득세 목적상, 남은 스케줄은 2005년 소득세 (거래 및 기타 소득) 법에 의해 대체되었으며, 이 법은 스케줄 F를 완전히 폐지했다. 스케줄 시스템과 스케줄 A 및 D는 여전히 법인세에 대해 유효하다. 소득세의 최고 세율은 제2차 세계 대전 중에 99.25%로 정점을 찍었다. 이후 약간 감소하여 1950년대와 1960년대에는 약 90% 수준이었다.
1971년 근로소득에 대한 소득세 최고 세율은 75%로 인하되었다. 15%의 추가 요금으로 투자소득에 대한 최고 세율은 90%로 유지되었다. 1974년에는 인하가 부분적으로 철회되어 근로소득에 대한 최고 세율이 83%로 인상되었다. 투자소득 추가 요금과 함께, 이는 투자소득에 대한 최고 세율을 98%로 끌어올렸는데, 이는 전쟁 이후 최고 영구 세율이었다. 이는 2만 파운드(1974년 £20000에 해당, 2020년 £213,089에 해당)를 초과하는 소득에 적용되었다.
소비에 대한 과세를 선호했던 마거릿 대처 정부는 1980년대에 간접세로 전환하면서 개인 소득세율을 인하했다. 1979년 선거 승리 후 첫 예산에서 최고 세율은 83%에서 60%로, 기본 세율은 33%에서 30%로 인하되었다. 기본 세율 또한 3년 연속 예산에서 인하되었는데, 1986년 예산에서는 29%로, 1987년에는 27%로, 1988년에는 25%로 인하되었다. 소득세 최고 세율은 40%로 인하되었다. 투자소득 추가 요금은 1985년에 폐지되었다.
존 메이저 정부 시절에는 기본 세율이 1997년까지 단계적으로 23%로 인하되었다.

## 21세기
노동당 재무장관 고든 브라운 재임 시, 소득세 기본 세율은 2007년까지 단계적으로 20%로 추가 인하되었다. 1976년에 기본 세율이 35%였던 것을 감안하면, 그 이후로 43% 인하된 것이다. 그러나 이러한 인하는 국민보험 기여금 및 부가가치세(VAT)와 같은 다른 역진세 인상으로 상당 부분 상쇄되었다.
2010년에는 연간 15만 파운드 초과 소득에 대해 50%의 새로운 최고 세율이 도입되었다. 2012년 예산에서는 이 세율이 2013년 4월 6일부터 45%로 인하되었다.
2022년, 2022년 9월 영국의 대규모 감세 정책의 일환으로 당시 콰시 콰르텡 재무장관은 최고 세율 45%를 폐지하고 기본 세율을 2023년 4월부터 20%에서 19%로 인하할 의사(의회 승인 조건부)를 발표했다.("고율"은 변경 없이 유지될 예정이었다.) 이전에 발표된 국민보험 및 법인세 인상도 철회되었다. 이러한 승인이 이루어지지 않을 것이 분명해지자, 그는 최고 세율 인하 계획의 취소를 발표했다.

### 사업세
사업세는 1990년 잉글랜드와 웨일스에 도입되었으며, 1601년 구빈법으로 거슬러 올라가는 세금 시스템의 현대화된 버전이다. 따라서 사업세는 이전 형태의 세금에서 많은 특징을 유지하고 일부 판례법을 따르고 있다. 2004년 금융법은 "재산세 (Pre-owned asset tax)"라는 소득세 제도를 도입했는데, 이는 일반적인 상속세 회피 방법을 줄이는 것을 목표로 한다.

### 조세 권한 이양
2016년 스코틀랜드법은 스코틀랜드 의회에 개인 공제를 제외한 소득세율과 구간에 대한 완전한 통제권을 부여했다. 2017/18년에는 스코틀랜드와 나머지 영국 간의 유일한 주목할 만한 차이점은 스코틀랜드에서 고율 한도가 동결되었다는 점이었다. 그러나 2018-19년 예산 초안은 나머지 영국과 진정한 변화를 나타낼 새로운 세율과 구간을 제안했다.틀:Update needed

## 과세 연도 시작

### 요약
18세기 중반 영국 조세법은 과세 연도가 3월 25일부터 시작된다고 명시했다. '부터'라는 표현은 중요한데, 이 단어는 법률적으로 특별한 의미를 지니고 있어 과세 연도가 하루 뒤인 3월 26일에 시작되도록 했다. 18세기 중반에 매년 부과된 세금은 토지세와 창문세였다.
1750년 역법 (신식)법은 1752년 9월에서 11일을 삭제했지만, 이 삭제에도 불구하고 창문세 과세 연도는 1753년 3월 25일(구력)부터 계속되었고, 1758년 4월에 의회가 4월 5일부터 시작되는 연도로 변경했다. 토지세 연도는 변경되지 않았다.
2021년 9월, 세금 단순화 사무국은 과세 연도 종료일을 4월 5일에서 12월 31일 또는 3월 31일로 변경할 경우의 이점, 비용 및 영향을 고려한 보고서를 발표했다. 이 보고서는 날짜 변경에 대한 대중의 지지가 있었지만, 어떤 날짜가 최선인지에 대한 의견이 달랐고, 어떤 변경이든 구현하는 데 시간이 걸릴 것이라고 결론 내렸다.

### 법률 규칙
문서나 법령에서 특정 기간이 어떤 날짜 '부터' 시작된다고 명시했을 때, 오래된 법률 규칙은 그 기간이 다음 날에 시작된다고 규정했다. 이 해석 규칙은 적어도 에드워드 코크 경의 1628년 기념비적인 저서인 영국법 제도론으로 거슬러 올라간다. 코크의 책은 서 토머스 리틀턴의 1481년 재산법 논문에 대한 주석으로 쓰였다. 따라서 '부터'라는 전문적인 용어는 1628년보다 훨씬 이전에 유래했을 수 있다. 제도론의 핵심 구절은 짧다.
그러나 리틀턴으로 돌아가서... 몇 년간의 임대 기간 시작에 관해서는, 5월 26일 등 날짜가 찍힌 증서에 의해 21년간의 임대 계약이 체결되었고, 날짜로부터 또는 날짜의 날로부터 기산된다면, 이는 5월 27일에 시작될 것임을 주목해야 한다.  [강조 추가.]

코크의 제도론은 변호사 교육의 중요한 자료였으며 19세기까지 여러 판이 출판되었다. 이것이 18세기 조세법에서 3월 25일 '부터'라는 표현을 다음 날에 시작되는 기간을 의미하는 배타적인 의미로 사용한 이유이다. 법률과 문서에서 날짜 '부터'의 기술적인 의미가 오해되어 수많은 소송이 발생했다. 오늘날 법안을 초안하는 의회 법률 고문실은 '날짜부터'라는 표현이 모호하며 사용해서는 안 된다는 온라인 초안 작성 지침을 발표했다.
토지세 연도 시작에 대한 가장 중요한 현대적 권위는 내국세청의 마크 A. 부르딘이 1854년에 출판한 토지세 해설에 있다. 34페이지 각주에서 그는 다음과 같이 말한다. "과세 연도는 3월 26일부터 다음 해 3월 25일까지이다."
부르딘은 코크가 요구하는 엄격한 의미에서 '부터'를 사용하지 않았지만, 그가 토지세 연도가 3월 26일에 시작하여 다음 해 3월 25일에 끝난다고 믿는 것은 분명하다.
1798년 윌리엄 피트는 1798년 토지세 영구화법으로 토지세를 영구화했다. 예를 들어, 제3조는 "1799년 3월 25일로 끝나는 해에 이루어진 평가"를 언급하며, 토지세 연도가 3월 26일에 시작됨을 확인한다. 토지세 연도는 1963년에 세금이 폐지될 때까지 본질적으로 변경되지 않았다.
여러 권위자들이 왜 옛 과세 연도가 3월 26일에 시작되었고, 11일이 추가되어 오늘날의 4월 6일에 시작되는 과세 연도가 직접적으로 이어졌는지 설명한다.

### 회계 관례
회계 관행은 예로부터 같은 견해를 취했다. 3월 25일인 레이디 데이와 같은 쿼터 데이는 회계 기간의 시작이 아닌 종료를 표시했다. 이러한 견해는 리처드슨의 '국고 연도'를 비롯한 주요 권위자들에 의해 지지된다. 파이프 롤 학회와 로버트 풀 박사의 두 저서에서도 마찬가지다.
1995년 저서 '달력 개혁'에서 풀 박사는 영국 국립 공문서관에 있는 재무부 문서 T30 12를 인용하며, 1752년 9월 11일이 삭제된 후에도 재무부 분기별 계정은 같은 네 날짜로 계속 작성되었지만, 날짜가 11일 앞으로 이동했다고 설명한다. 그는 다음과 같이 말한다.
...그래서 국가 회계는 구력 분기별 날짜인 1월 5일, 4월 5일, 7월 5일, 10월 10일에 계속 마감되었다.

이것들은 구력의 쿼터 데이인 12월 25일, 3월 25일, 6월 24일, 9월 29일에 11일을 더한 날짜였다. 풀 박사의 분석은 1752년 9월 3일부터 13일까지의 11일이 삭제된 직후이자, 삭제의 영향을 받은 첫 번째 쿼터 데이인 1752년 9월 29일 성 미카엘 축일 직전인 1752년 9월 19일 관세청 이사회 회의록에 의해 확인된다. 회의록에는 다음과 같이 기록되어 있다.
캘린더를 수정할 때 모든 분기별 계정 및 세관 지불은 그 성격이나 종류에 관계없이 10월 10일, 1월 5일, 4월 5일, 7월 5일에 마감되어야 하며, 연간 계정은 매년 1월 5일부터 1월 5일까지 작성되어야 한다.

### 세금 손실을 막기 위해 11일이 추가되었을까?
필립 (1921)과 같은 일부 평론가들은 정부가 1752년 3월 26일부터 시작된 과세 연도에 11일을 추가했다고 주장했다. 그들은 이것이 1752년 9월에 11일이 누락됨으로써 발생했을 수 있는 세금 손실을 피하기 위해 이루어졌다고 말한다. 국세청은 1999년에 1799년 소득세 도입 200주년을 기념하여 발행된 (이후 삭제된) 주석에서 이러한 견해를 취했다.
실제로 영국 세무 당국은 1752년 3월 26일에 시작된 과세 연도에 11일을 추가하지 않았다. 세금은 인위적으로 간주되는 소득에 부과되었고 실제 소득에 부과된 것이 아니었기 때문에 11일을 추가할 필요가 없었다. 두 세금 중 더 중요한 토지세의 경우, 과세액은 세금이 도입된 1692년 부동산의 시장 임대 가치와 연동된 고정 금액이었다. 창문세의 경우 창문당 얼마씩 부과되었다. 연도의 길이가 얼마이든 상관없이 동일한 세금이 부과되었다. 창문세는 영구적인 세금이었고 1758년 세금이 개편되어 과세 연도가 11일 이동하여 4월 5일 "부터" 시작될 때까지 변경되지 않았다. 이는 에드워드 코크의 1628년 해석 규칙에 따라 4월 6일에 시작하는 연도를 의미했다.
토지세 연도는 1752년 이후 한 번도 바뀌지 않았고, 3월 25일(레이디 데이) "부터" 계속되었다. 80페이지에 달하는 전체 토지세 법규는 1798년 영구화될 때까지 매년 재제정되었다. 따라서 토지세 연도가 시작되는 날짜를 개정할 충분한 기회가 있었지만, 아무런 변경도 이루어지지 않았다.
영국 법령의 온라인 판은 일시적인 성격 때문에 연간 토지세법을 일반적으로 생략한다. 키우의 영국 국립 공문서관은 모든 토지세법 사본을 포함하는 인쇄된 법령 시리즈를 보관하고 있다. 그러나 1798년 3월 25일 이후의 연도에 대한 마지막 연간 토지세법을 포함하여 일부 토지세법은 온라인에서 볼 수 있다. 1798년 법은 표준적인 "from" 구문을 사용하며 제2조에서 다음과 같이 말한다.
198만 9천 6백 7십 3파운드 7실링 10펜스 쿼터링의 총액이 1798년 3월 25일부터 1년 이내에 폐하에게 징수, 부과 및 납부되어야 한다. [강조 추가.]

### 소득세 연도
윌리엄 피트는 1799년에 첫 소득세를 도입했고, 창문세의 전례를 따라 4월 5일 "부터" 시작하는 연도를 채택했다. 이것은 다시 한번 4월 6일에 시작하는 연도를 의미했고, 이후로 계속 그렇게 시작되었다. 예를 들어, 애딩턴의 1803년 소득세법은 4월 5일, 이 경우에는 1803년 4월 5일 "부터" 계속 적용되었다. 다시 말해, 이것은 1803년 4월 6일에 시작하는 연도를 의미했다.
소득세는 프랑스와의 오랜 전쟁 중 짧은 평화 기간이었던 1802년에 일시적으로 폐지되었다. 세금을 폐지한 법안에는 이전 연도에 발생한 세금을 징수할 수 있는 조항이 포함되어 있었다. 이 유보 조항은 피트의 소득세 연도가 4월 5일에 끝난다는 것을 확인했다.
항상 규정되며, 다음 각 요율 및 의무가 계속 유효함을 규정한다... 1802년 4월 5일로 끝나는 연도 또는 그 이전 연도에 해당 의무에 대해 각각 부과되지 아니한 모든 사람에게 해당 요율 및 의무를 정당하게 부과하기 위함이다... [강조 추가.]

소득세법이 오늘날 의회 법률 고문실에서 권고하는 방식의 과세 연도 명시 방식을 일관되게 채택한 것은 1860년이 되어서였다. 1860-61년에는 세금이 "1860년 4월 6일에 시작하는 연도"에 적용되었다. [강조 추가.]
1880년 세금 관리법 제48조 3항(43 & 44 Vict. c. 19)은 처음으로 소득세 연도의 정의를 규정했으며, 현대적 의미에서 "부터"를 사용한다.
모든 과세는 여기에 명시된 날짜에 시작하고 끝나는 연도에 대해 이루어져야 한다.
(3) 소득세와 관련하여—
영국과 아일랜드에서는 4월 6일부터 다음 4월 5일까지를 포함한다.

1919년 금융법 제28조(9 & 10 Geo. 5. c. 32)는 과세 연도를 지칭하는 새로운 약식 방법을 제공했다.
“1919-20년도”라는 표현은 1919년 4월 6일에 시작하는 과세 연도를 의미하며, 두 연도가 유사하게 언급되는 모든 표현은 해당 연도 중 첫 번째 언급된 연도의 4월 6일에 시작하는 과세 연도를 의미한다.

마침내, 세법 간소화를 목표로 한 검토를 거쳐, 2007년 소득세법 제4조에 새로운 정의가 나타났다.
(1) 소득세는 법률이 그렇게 규정하는 경우에만 연도별로 부과된다.
(2) 소득세가 부과되는 연도를 "회계 연도"라고 한다.
(3) 회계 연도는 4월 6일에 시작하여 다음 해 4월 5일에 끝난다.
(4) "2007-08 회계 연도"는 2007년 4월 6일에 시작하는 회계 연도를 의미한다(두 연도가 유사하게 언급되는 모든 해당 표현은 같은 방식으로 읽는다).

### 4월 6일 과세 연도에 대한 잘못된 설명
과세 연도 기원에 대한 또 다른 설명은 여전히 일부 영국 세금 웹사이트에서 발견된다. 이는 알렉산더 필립이 1921년에 출판한 책에서 비롯되었다. 관련 구절은 짧다.
영국 국고의 회계 연도 날짜에서 구식의 지속성을 보여주는 흥미로운 사례를 찾을 수 있다. 1752년 이전에는 그 연도가 공식적으로 3월 25일에 시작했다. 항상 완전한 연도를 포함하도록 보장하기 위해 회계 연도의 시작이 4월 5일로 변경되었다. 1800년에는 율리우스력에 따라 관찰되었던 윤년의 하루가 누락된 관계로, 회계 연도의 시작이 하루 앞으로 이동하여 4월 6일이 되었고, 4월 5일은 전년도의 마지막 날이 되었다. 그러나 1900년에는 이러한 현학적인 수정이 간과되었고, 회계 연도는 여전히 4월 5일에 끝나는 것으로 간주되고 있는데, 공교롭게도 부활절이 대략 그 시기에 발생한다. 실제로 그 결과 영국 회계 연도의 약 절반은 두 번의 부활절을 포함하고, 약 절반은 부활절 날짜를 포함하지 않는다.— Alexander Philip, The Calendar: its history, structure and improvement

필립은 자신의 견해에 대한 어떠한 이유도 제시하지 않았으며, 풀의 분석은 이것이 부정확하다는 것을 보여준다. 필립은 어떠한 법률이나 다른 권위 있는 자료도 인용하지 않았다. 또한 그가 언급한 "회계 연도"가 소득세 연도와 동일하지 않다는 점도 주목할 필요가 있다. 회계 연도는 1978년 해석법에 의해 3월 31일에 끝나는 연도로 법정적으로 정의되어 있다. 이는 1889년 해석법 제22조의 이전 유사한 정의를 반복한다. 이 연도는 정부 회계 및 법인세에 사용된다. 풀은 더 간단한 설명을 제공한다.
오래된 연도(3월 25일)와 현대 회계 연도(4월 6일)의 12일 대 11일 불일치가 혼란을 야기했다. (...) 사실, 3월 25일은 [달력] 연도의 첫날이었지만 회계 분기의 마지막 날이었으며, 이는 4월 5일에 해당한다. 따라서 차이는 정확히 11일이었다. — Robert Poole, Time's alteration : calendar reform in early modern England

## 같이 보기
- 영국의 조세
- 영국 상속세 역사
- 미국의 조세 역사

## 내용주
1. ↑  이것들이 무엇이었는지에 대해서는 이 단락의 세 번째 문장을 참조하시오.
2. ↑  아래 §법률 규칙에서 설명된 바와 같이
3. ↑  신력 4월 5일은 구력 3월 25일과 같다.
4. ↑  예를 들어, “Zoan v Rouamba”. 2000. (EWCA Civ 8, [2001] 1 WLR 1509) 참조.
5. ↑  인용을 위해서는 다음 문장을 참조하시오.
6. ↑  예를 들어, Report of the Commissioners of Inland Revenue 1870 (보고서). 111쪽. There can be no doubt that both the apportionments to the counties by statute, and in that to the divisions by the Commissioners, the amounts were determined by reference to the assessments made under the first Act in 1692. In the Acts passed annually, or nearly so, for the next hundred years the Commissioners are specially directed to observe the proportions established in the reign of William and Mary, and this direction is repeated in Mr Pitt's Act of 1797. 참조
7. ↑  예: EFN Ltd: “Why does the UK tax year end on 5th April?”. 2014년 3월 14일.

1. ↑  Poole (1995, 117, footnote 77).
2. ↑  Poole (1998, chapter 9, footnote 34).
3. ↑  Steel (2001, 5).
4. ↑  Cheney (1945, Table III in Chapter 2 which lists the Exchequer Years from Henry I to William IV. Every year ends on the quarter day, 29 September.).
5. ↑  Poole (1995).
6. ↑  Poole (1998).

## 참고 자료
- Cheney, C.R., 편집. (1945). 《A Handbook of Dates for students of British History》. Revised by Michael Jones, 2000. Cambridge: 케임브리지 대학교 출판부. ISBN 9780521778459.
- Poole, Robert (1995). 《'Give us our eleven days!': calendar reform in eighteenth-century England》. 《Past & Present》 (옥스퍼드 아카데믹). 95–139쪽. doi:10.1093/past/149.1.95. JSTOR 651100.
- Poole, Robert (1998). 《Time's alteration: calendar reform in early modern England》. UCL Press, 라우틀리지 테일러 앤드 프랜시스. ISBN 9781857286229.
- Steel, Duncan (2001). 《Marking Time: The Epic Quest to Invent the Perfect Calendar》. New York: 와일리. ISBN 9780471404217. (also available as e-book)

## 추가 자료
- Beckett, John V. "Land Tax or Excise: the levying of taxation in seventeenth-and eighteenth-century England", in English Historical Review (1985): 285–308. in JSTOR

- Bernard, G. W. War, Taxation, and Rebellion in Early Tudor England: Henry VIII, Wolsey and the Amicable Grant of 1525 (1986)
- Braddick, Michael J. The nerves of state: taxation and the financing of the English state, 1558-1714 (Manchester University Press, 1996).
- Burg, David F. World History of Tax Rebellions: An Encyclopedia of Tax Rebels, Revolts, and Riots from Antiquity to the Present (Routledge, 2004)
- Carruthers, Bruce G. "From city of capital: Politics and markets in the English financial revolution." in The New Economic Sociology: A Reader (2004): 457-481.

- Cousins, Katherine. "The Failure of the First Income Tax: A Tale of Commercial Tax Evaders?." Journal of Legal History 39.2 (2018): 157-186. on 1799 tax; online

- Daunton, Martin. "Creating Consent: Taxation, War, and Good Government in Britain, 1688–1914." in The Leap of Faith (Oxford University Press, 2018).
- Daunton, Martin. Trusting Leviathan: the politics of taxation in Britain, 1799–1914 (케임브리지 대학교 출판부, 2007)
- Dowell, Stephen. History of Taxation and Taxes in England (Routledge, 2013)
- Emory, Meade. "The Early English Income Tax: A Heritage for the Contemporary", in American Journal of Legal History (1965): 286–319. in JSTOR
- Fletcher, Marie M. "Death and taxes: Estate duty–a neglected factor in changes to British business structure after World War two." Business History (2021): 1-23. online

- Gardner, Leigh. Taxing colonial Africa: the political economy of British imperialism (Oxford University Press, 2012).
- Kennedy, William. English taxation, 1640–1799: An essay on policy and opinion (Routledge, 2018).
- Mollan, Simon, and Kevin D. Tennent. "International taxation and corporate strategy: evidence from British overseas business, circa 1900–1965." Business History 57.7 (2015): 1054-1081.
- O'Brien, Patrick K. "The political economy of British taxation, 1660‐1815", in Economic History Review (1988) 41#1 pp: 1–32. in JSTOR
- Pierpoint, Stephen. The Success of English Land Tax Administration 1643–1733 (2018) excerpt

- Rao, K. V. Ramakrishna. The British Approach Towards Taxation Customs And Excise (2009) online
- Shebab, F. Progressive Taxation: A Study of the Development of the Progressive Principle in the British Income Tax (1953) online
- Shirras, G. Findlay. and L. Rostas. The Burden of British Taxation (1942)
- Sloman, Peter. Transfer state: The idea of a guaranteed income and the politics of redistribution in modern Britain (Oxford University Press, 2019).